# 419
419 је била проста година.

## Догађаји
- Флавије Монаксије и Флавије Плинта су римски конзули
- Издигерд I умире, његов син Бахрам V постаје нови сасанидски владар
- 419-451 - Краљ Визигота Теодорик I.
- Долазак Беремуда Теодорику I.
- Картагински сабор Списак књига Новог завета је коначно одобрен.
- Гонгди је абдицирао са трона у корист Вудија Лиу Сонг

## Смрти
- Јероним Стридонски